# Tahiti-Vanille
Die Tahiti-Vanille (Vanilla tahitensis) ist eine immergrüne Pflanzenart aus der Gattung Vanille in der Familie der Orchideen. Neben der Gewürzvanille ist die Tahiti-Vanille die zweitwichtigste Art, die den Rohstoff für das Gewürz Vanille liefert.

## Beschreibung
Die Tahiti-Vanille ist eine Kletterpflanze, die Hitze, Schatten und hohe Luftfeuchtigkeit benötigt, um optimal zu gedeihen. Wichtigste Anbauregion ist der Südpazifik. Früher wurde die Tahiti-Vanille als Synonym für Gewürzvanille (Vanilla planifolia) angesehen, heute gilt sie jedoch als eigenständige Art. Betrachtet man Blüten und Früchte, so ist die Tahiti-Vanille morphologisch der Gewürzvanille (Vanilla planifolia) sehr ähnlich, ihre aromatischen Eigenschaften zeigen Ähnlichkeiten mit der Guadeloupe-Vanille (Vanilla pompona). Daher wurde vermutet, dass die Tahiti-Vanille aus einer Hybridisierung von Vanilla planifolia und Vanilla pompona hervorgegangen ist. Neuere Untersuchungen des Erbgutes deuten jedoch auf eine nahe Verwandtschaft zur Vanilla planifolia.
Im Vergleich zur Gewürzvanille besitzt die Tahiti-Vanille schmalere Blätter und etwas dickere Samenkapseln („Vanilleschoten“), die ca. 12–14 cm lang werden und nach der Fermentierung eine rotbraune, ledrige Haut besitzen.
Die Schoten der Tahiti-Vanille haben ein blumiges, von der Gewürzvanille abweichendes Aroma. Die geschmackliche Abweichung ist der Grund dafür, dass sie bisher im weltweiten Gewürzhandel als minderwertig eingestuft wird. Im Vergleich zur Gewürzvanille besitzen die Tahiti-Vanilleschoten weniger Vanillin, dafür relativ hohe Gehalte an weiteren aromatischen Substanzen (p-Hydroxybenzoesäure, Anisalkohol, Anissäure und Anisaldehyd). In der Literatur wird oft der Duftstoff Piperonal angegeben, doch weder Piperonal noch Cumarin oder Ethylvanillin konnten in Tahiti-Vanilleschoten nachgewiesen werden.
Aufgrund ihrer aromatischen Eigenschaften werden die Schoten der Tahiti-Vanille vorrangig in der Parfümherstellung, aber auch für besondere kulinarische Kreationen verwendet.

## Systematik und Ursprung der Art
Die Art wurde 1933 durch den amerikanischen Botaniker John William Moore erstbeschrieben.
Nach neusten Untersuchungen ist diese Vanillesorte eine Kreuzung zwischen Vanilla planifolia und Vanilla odorata. Die Heimat von Vanilla odorata ist Guatemala. Nach Studien von Pesach Lubinsky und anderen ergibt sich folgendes Bild: Nach Tahiti kam die Pflanze vermutlich 1848 durch Ferdinand Alphonse Hamelin (Kommandeur der französischen Pazifikflotte). Er brachte Stecklinge von den Philippinen für den Gouverneur von Tahiti mit. Schon Francisco Manuel Blanco schreibt in seinem Buch über die Pflanzen der Philippinen, von vainilla de Guatemala.
Es wird vermutet, dass diese Pflanzen mit einer der Galeonen zwischen Manila und Acapulco kamen. In Manila gediehen die Pflanzen wohl in Gärten, da Blanco schreibt, dass er keine wildlebenden Exemplare finden konnte.

## Analytik der Inhaltsstoffe
Die zuverlässige Analytik der zahlreichen geruchs- und geschmacksaktiven Inhaltsstoffe gelingt durch chromatographische Verfahren. Insbesondere die GC-MS- bzw. HPLC-MS-Kopplung ermöglicht eine sichere Identifizierung und Quantifizierung der einzelnen Komponenten. Auch der Einsatz der Festphasenextraktion wird für die Charakterisierung der olfaktorisch relevanten Substanzen herangezogen.